# Diphysa spinosa
Diphysa spinosa är en ärtväxtart som beskrevs av Per Axel Rydberg. Diphysa spinosa ingår i släktet Diphysa och familjen ärtväxter. Inga underarter finns listade i Catalogue of Life.